# 八都马辛
八都马辛{（13世纪—1307年），元朝大臣，元成宗时中书平章政事。
元贞二年（1296年），担任湖广行省左丞，率兵镇压广西等地反元起义，不久改任江西行省左丞。大德元年（1297年）升任中书省左丞。大德二年（1298年）升任中书省右丞。大德七年（1303年），因为朱清、张瑄贿赂案发，他和平章政事阿鲁浑萨理、段贞、中书省右丞合剌蛮子、参知政事张斯立一起被罢职。大德八年（1304年）再次担任中书省右丞，升任平章政事。大德十一年（1307年）元成宗驾崩，他和左丞相阿忽台、平章政事赛典赤伯颜等人谋立安西王阿难答，让卜鲁罕皇后摄政。被元成宗的侄子爱育黎拔力八达和右丞相哈剌哈孙杀死。